# وردر (دمین)
وردر (به آلمانی: Werder) یک شهر در آلمان است که در مکلنبورگیشه زنپلاته واقع شده‌است. وردر ۶۲۶ نفر جمعیت دارد.